# Zemst
Zemst és un municipi belga de la província de Brabant Flamenc a la regió de Flandes al marge del riu Zenne. Està compost pels veïnats de Zemst, Eppegem, Hofstade, Elewijt, Weerde, Zemst-Laar i Zemst-Bos. Fins a mitjans del segle xvii quedava un petit poble rural en una zona boscosa i de landa i poca agricultura.
El primer esment escrit Sempst data del segle XII. El nom prové probablement d'una arrel vell seem que significa jonc, i el sufix -st de stee, lloc o masia. Doncs poble o masia prop dels joncs, una planta que aleshores era freqüent a la vall del Zenne. Fins a la fi de l'edat mitjana, el riu entre Brussel·les i Mechelen era una important eix de transport de mercaderies i va contribuir al desenvolupament del poble. Va tenir aquest paper fins a l'obertura del canal Brussel·les-Escalda el 1550 després de la qual les barques ja no transitaven per Zemst. Durant la Guerra dels Vuitanta Anys la població que volia reformes de l'església va rebel·lar-se contre l'ocupant espanyol i l'integrisme dels Reis Catolics. Fins al 1566 Zemst tenia una parròquia protestant. Després molts habitants van fugir la dura repressió organitzada pel duc d'Alba cap a la república dels Països Baixos del nord.

## Agermanament
- Spermezeu